# Magura-Gletscher
Der Magura-Gletscher (bulgarisch Ледник Магура Lednik Magura) ist ein Gletscher im Süden der Livingston-Insel im Archipel der Südlichen Shetlandinseln. In den Tangra Mountains fließt er von den südlichen Hängen des Helmet Peak in südöstlicher Richtung und mündet 1,5 km nordöstlich des M’Kean Point in die Bransfieldstraße.
Die Namensgebung erfolgte durch die bulgarische Kommission für Antarktische Geographische Namen im Jahr 2002. Namensgeber ist die Magura, eine Höhle in Bulgarien.